# Piotr Urbański
Piotr Lech Urbański (ur. 13 sierpnia 1968 w Szczecinie) – polski neolatynista, historyk literatury, operolog edytor i nauczyciel akademicki, profesor nauk humanistycznych, wykładowca Uniwersytetu im. Adama Mickiewicza w Poznaniu i Uniwersytetu Szczecińskiego.

## Życiorys
Zajmuje się poezją łacińską XVII wieku, zwłaszcza twórczością Macieja Kazimierza Sarbiewskiego, a także kulturą literacką XVII-wiecznego Szczecina oraz studiami operowymi. Był konsultantem literackim Opery na Zamku (2009-2012).
Przebywał na stypendiach w Londynie, Cambridge, Florencji, Rzymie oraz Wiedniu. Jest edytorem tomów poezji Macieja Kazimierza Sarbiewskiego (1995, 1996), Wacława Oszajcy (1992), Jerzego Hajdugi (2006, 2008) oraz dwóch zbiorów prac Stefana Zabłockiego: Od starożytności do nehellenizmu (z Tomaszem Sapotą, 2008) i Studien zur neulateinischen Literatur und zur Rezeption der antiken Dichtung im europäischen Schrifttum (Peter Lang, 2009) a także redaktorem podręcznika Literatura nowołacińska (2010).

## Publikacje

### Książki
- Natura i łaska w poezji polskiego baroku (okres potrydencki). Studia o tekstach (1996),
- Theologia Fabulosa: Commentationes Sarbievianae (2000).

### Redakcja
- Wątki stoickie w literaturze polskiego renesansu i baroku (1999);
- Retoryka na ambonie (2003);
- Pietas Humanistica: Neo-Latin Religious Poetry in Poland in European Context (2006)
- Etos humanistyczny (2010).

### Współredakcja
- Nauka z poezji Macieja Kazimierz Sarbiewskiego SJ (1995),
- Kłamstwo w literaturze (1996),
- Pogranicza wrażliwości w literaturze (I. 1998, II. 1999),
- Szkice o twórczości Wacława Oszajcy (2006),
- Szkice o twórczości Janusza St. Pasierba (2006)
- "Poeci w sutannach i habitach" (2008).
- Krzysztof Fordoński, Piotr Urbański, Casimir Britannicus. English Translations, Paraphrases, and Emulations of the Poetry of Maciej Kazimierz Sarbiewski, London 2008.
- Ryszard Daniel Golianek, Piotr Urbański, Händel, Haydn i idea uniwersalizmu muzyki, Rhytmos Poznań 2010, s. 191-203 ISBN 978-83-60593-12-7